# Marius Baar
Marius Baar nacido en el siglo XX, es periodista y ensayista alemán.

## Vida
Además de sus ensayos, también es conocido por su pintura con exposiciones en París y Munich.

## Tesis
Para Baar, la revolución islámica en Irán representa un punto de inflexión en la historia mundial y un renacimiento del Islam.

## Obras
en francés
- Nouvelles de Korbo, Mission évangélique (Korbo, Tchad)., Liliane Baar - 1981
- L' Occident à la croisée des chemins: essai d'interprétation de la prophétie des temps de la fin, Éditions Minora, 1980.

en inglés
- The unholy war, T. Nelson, 1980, ISBN 0840757476

en alemán
- Tschad, Land ohne Hoffnung?: Erlebnisbericht einer 25jährigen Aufbautätigkeit im Dangaleat-Stamm, Verlag der Liebenzeller Mission, 1985.
- Zeitbomben der Weltgeschichte: Nahost, die Folgen eines jahrhundertealten Missverständnisses, Verlag der Liebenzeller Mission, 1992.
- Kollision der Kulturen: Apokalypse der Zukunft, Éditeur Christl. Verlag-Ges., 2002, ISBN 3894363509.
- Eskalation in Nahost: Heiliger Krieg im Heiligen Land, Éditeur Christliche Verlagsgesellschaft, 2002, ISBN 3894363541.
- Islam: antikristuksen miekka, Kuva ja sana, 1980, ISBN 9519073787.

en holandés
- Het Westen voor de keuze: poging tot verklaring van de profetieën over de eindtijd, Novapres, 1980, ISBN 9063180179.